# Utetheisa fatela
Utetheisa fatela är en fjärilsart som beskrevs av Jordan 1939. Utetheisa fatela ingår i släktet Utetheisa och familjen björnspinnare. Inga underarter finns listade i Catalogue of Life.